# Мария Луиза Бурбон-Сицилийская
Мария Луиза Бурбон-Сицилийская (итал. Maria Immacolata Luisa di Borbone, Principessa di Borbone delle Due Sicilie, полное имя Мария Иммакулата Луиза, 21 января 1855, Неаполь, Королевство Обеих Сицилий — 23 августа 1874, По, Атлантические Пиренеи, Франция) — принцесса из дома Сицилийских Бурбонов, дочь короля Фердинанда II, в браке — графиня Барди, супруга принца Генриха Бурбон-Пармского.

## Биография
Мария Иммакулата Луиза родилась во дворце Королевском дворце в Казерте — огромном дворце неаполитанских королей в Кампании. Крестной матерью новорожденной стала Мария Луиза Карлота Пармская. Когда принцессе было 4 года умер её отец. Воспитанием дочери занялась мать. Всего в семье было двенадцать детей.
В 1860 году принцесса вместе с семьей была вынуждена покинуть страну, так как на Неаполь надвигались войска Гарибальди. Семья переехала в Рим, где они ненадолго, по приглашению Папы Римского, жили в Квиринальском дворце.
С детства юная принцесса была известна своей набожностью. Летом 1867 года вспыхнула эпидемия холеры, которая унесла жизнь её матери 8 августа, а затем и младшего брата Дженнаро 13 августа.
После смерти матери принцесса вместе с сестрами переехала во дворец Фарнезе — резиденцию её сводного брата-короля. Там она изучала итальянский, французский и немецкий языки, училась живописи маслом и акварелью.
В октябре 1867 года Гарибальди дошел до Рима. Мария Луиза и её сестра Мария Пия получили убежище в Апостольском дворце.
В 1870 году Рим был атакован войсками итальянского короля. Сестры вынуждены были уехать во Францию.
25 ноября 1873 года принцесса вышла замуж за французского принца Генриха Бурбон-Пармского, графа Барди. Он был сыном Карла III, герцога Пармского и французской принцессы Луизы Марии Терезы. Старший брат Генриха Роберт с 1869 года был женат на старшей сестре Марии Луизы принцессе Марии Пие.
После свадьбы пара решила уехать на медовый месяц в Египет. Там принцесса заболела лихорадкой. Пара решила вернуться обратно во Францию. 30 марта 1874 года они прибыли в Марсель. Лихорадка не проходила и принцесса переехала в город По в Атлантических Пиренеях, где и скончалась 23 августа 1874 года.
Мария Иммакулата похоронена в часовне отеля Villa Borbone в Виареджо. Генрих вступил во второй брак с португальской инфантой Альдегундой. Брак был бездетным. Умер в 1905 году.

## Титулы
- 21 января 1855 — 25 ноября 1873: Её Королевское Высочество принцесса Бурбон-Сицилийская
- 25 ноября 1873 — 23 августа 1874: Её Королевское Высочество графиня Барди